# Orbeville
Orbeville est une ancienne commune française du département de la Manche. La paroisse fut finalement supprimée avant 1800 et rattachée à Saint-Denis-le-Gast. Elle comptait 20 feux en 1789 et 164 habitants en 1793.
Son bourg correspondait à l'actuel lieu-dit la Guillarderie.